# Osmanabad
Osmanabad là một thành phố và là nơi đặt hội đồng đô thị (municipal council) của quận Osmanabad thuộc bang Maharashtra, Ấn Độ.

## Địa lý
Osmanabad có vị trí 18°10′B 76°03′Đ / 18,17°B 76,05°Đ Nó có độ cao trung bình là 647 mét (2122 feet).

## Nhân khẩu
Theo điều tra dân số năm 2001 của Ấn Độ, Osmanabad có dân số 80.612 người. Phái nam chiếm 52% tổng số dân và phái nữ chiếm 48%. Osmanabad có tỷ lệ 74% biết đọc biết viết, cao hơn tỷ lệ trung bình toàn quốc là 59,5%: tỷ lệ cho phái nam là 80%, và tỷ lệ cho phái nữ là 67%. Tại Osmanabad, 14% dân số nhỏ hơn 6 tuổi.